# Lamgabhi
Lamgabhi ist ein Inkhundla (Verwaltungseinheit) in der Region Manzini in Eswatini. Es ist 108 km² groß und hatte 2007 gemäß Volkszählung 11.924 Einwohner.

## Geographie
Das Inkhundla liegt im Nordwesten der Region Manzini, westlich der Großstadt Manzini, an der Hauptstraße MR 18.

## Gliederung
Das Inkhundla gliedert sich in die Imiphakatsi (Häuptlingsbezirke) Dvudvusini, Enhlangeni, Lamgabhi, Luhleko und Nhlulweni.